# Bathysmatophorus kurilensis
Bathysmatophorus kurilensis är en insektsart som beskrevs av Anufriev 1977. Bathysmatophorus kurilensis ingår i släktet Bathysmatophorus och familjen dvärgstritar. Inga underarter finns listade i Catalogue of Life.